# 凡爾賽 (紐約州)
凡爾賽（英語：Versailles）是位於美國紐約州卡特羅格斯縣的非建制地區。

## 歷史
凡爾賽的郵局自1837年營運至今。

## 地理
凡爾賽所處的海拔為高於海平面233米（即764英呎），而該地所採用的時區為UTC-5，即北美东部时区（EST）。同時該地設有夏令時間，為UTC-5調快一小時，即UTC-4（EDT）。